# Лотар Хаймберг
Лотар Хаймберг е германски басист, роден на 21 април 1952 година в Западна Германия. Той е един от създателите на немската рок група Скорпиънс през 1965 година, заедно с братята Михел и Рудолф Шенкер. Взима участие в написването на всички песни при създаването на първия албум Lonesome Crow от 1972 година, съща така пее и задни вокали. Още на следващата година се разделя с групата.